# Samariella aulaeiadventa
Samariella aulaeiadventa är en insektsart som beskrevs av Bultin, R.E. Blackith och R.M. Blackith 1989. Samariella aulaeiadventa ingår i släktet Samariella och familjen Chorotypidae. Inga underarter finns listade i Catalogue of Life.